# Años 110 a. C.
Los años 110 antes de Cristo comenzaron el 1 de enero del 119 a. C. y terminaron el 31 de diciembre del 110 a. C.

## Acontecimientos
- Primer reinado en Egipto de Ptolomeo IX Sóter II (116 a. C. - 110 a. C.)